# 1094
Il 1094 (MXCIV in numeri romani) è un anno  dell'XI secolo.

## Eventi
- 4 febbraio - Consacrazione della Cattedrale di Sant'Agata a Catania. La chiesa, completata l'anno precedente, venne inaugurata per le festività agatine.
- 15 giugno - Valencia cade nelle mani di El Cid.
- 8 ottobre - Consacrazione dell'attuale Basilica di San Marco a Venezia.

## Nati
- 14 gennaio - Eudocia Comnena, principessa bizantina
- 'Abd al-Mu'min, sovrano berbero († 1163)

## Morti
- 3 febbraio - Al-Muqtadi, califfo (n. 1056)
- 5 marzo - Giuditta di Fiandra, nobile tedesca (n. 1033)
- 2 giugno - Nicola Pellegrino, santo bizantino (n. 1075)
- 4 giugno - Sancho Ramírez d'Aragona, re
- 27 luglio - Ruggero II di Montgomery, nobile francese
- 12 novembre - Duncan II di Scozia, re
- 29 novembre - Roger de Beaumont, nobile normanno (n. 1015)
- 29 dicembre - Al-Mustanṣir bi-llāh, imam siriano (n. 1029)
- Al-Badr al-Jamali, militare e funzionario armeno (n. 1015)
- Buzan di Edessa, emiro turco
- Guglielmo IV di Tolosa, nobile
- Guitmondo, monaco cristiano, teologo e vescovo francese
- Mahmud I Selgiuchide, sovrano turco (n. 1088)
- Manegoldo il Vecchio, nobile tedesco (n. 1034)
- Aq Sunqur al-Hajib, condottiero turco
- Terken Khatun, principessa turca (n. 1053)
- Wulfnoth Godwinson, nobile anglosassone (n. 1040)
- Abu ʿUbayd al-Bakri, geografo e storico arabo (n. 1014)

## Calendario
| Calendario 1094 | Calendario 1094 | Calendario 1094 | Calendario 1094 | Calendario 1094 | Calendario 1094 | Calendario 1094 | Calendario 1094 | Calendario 1094 | Calendario 1094 | Calendario 1094 | Calendario 1094 | Calendario 1094 | Calendario 1094 | Calendario 1094 | Calendario 1094 | Calendario 1094 | Calendario 1094 | Calendario 1094 | Calendario 1094 | Calendario 1094 | Calendario 1094 | Calendario 1094 | Calendario 1094 | Calendario 1094 | Calendario 1094 | Calendario 1094 | Calendario 1094 | Calendario 1094 | Calendario 1094 | Calendario 1094 | Calendario 1094 | Calendario 1094 |
| --------------- | --------------- | --------------- | --------------- | --------------- | --------------- | --------------- | --------------- | --------------- | --------------- | --------------- | --------------- | --------------- | --------------- | --------------- | --------------- | --------------- | --------------- | --------------- | --------------- | --------------- | --------------- | --------------- | --------------- | --------------- | --------------- | --------------- | --------------- | --------------- | --------------- | --------------- | --------------- | --------------- |
|                 | 1               | 2               | 3               | 4               | 5               | 6               | 7               | 8               | 9               | 10              | 11              | 12              | 13              | 14              | 15              | 16              | 17              | 18              | 19              | 20              | 21              | 22              | 23              | 24              | 25              | 26              | 27              | 28              | 29              | 30              | 31              |                 |
| Gennaio         | Do              | Lu              | Ma              | Me              | Gi              | Ve              | Sa              | Do              | Lu              | Ma              | Me              | Gi              | Ve              | Sa              | Do              | Lu              | Ma              | Me              | Gi              | Ve              | Sa              | Do              | Lu              | Ma              | Me              | Gi              | Ve              | Sa              | Do              | Lu              | Ma              |                 |
| Febbraio        | Me              | Gi              | Ve              | Sa              | Do              | Lu              | Ma              | Me              | Gi              | Ve              | Sa              | Do              | Lu              | Ma              | Me              | Gi              | Ve              | Sa              | Do              | Lu              | Ma              | Me              | Gi              | Ve              | Sa              | Do              | Lu              | Ma              |                 |                 |                 |                 |
| Marzo           | Me              | Gi              | Ve              | Sa              | Do              | Lu              | Ma              | Me              | Gi              | Ve              | Sa              | Do              | Lu              | Ma              | Me              | Gi              | Ve              | Sa              | Do              | Lu              | Ma              | Me              | Gi              | Ve              | Sa              | Do              | Lu              | Ma              | Me              | Gi              | Ve              |                 |
| Aprile          | Sa              | Do              | Lu              | Ma              | Me              | Gi              | Ve              | Sa              | Do              | Lu              | Ma              | Me              | Gi              | Ve              | Sa              | Do              | Lu              | Ma              | Me              | Gi              | Ve              | Sa              | Do              | Lu              | Ma              | Me              | Gi              | Ve              | Sa              | Do              |                 |                 |
| Maggio          | Lu              | Ma              | Me              | Gi              | Ve              | Sa              | Do              | Lu              | Ma              | Me              | Gi              | Ve              | Sa              | Do              | Lu              | Ma              | Me              | Gi              | Ve              | Sa              | Do              | Lu              | Ma              | Me              | Gi              | Ve              | Sa              | Do              | Lu              | Ma              | Me              |                 |
| Giugno          | Gi              | Ve              | Sa              | Do              | Lu              | Ma              | Me              | Gi              | Ve              | Sa              | Do              | Lu              | Ma              | Me              | Gi              | Ve              | Sa              | Do              | Lu              | Ma              | Me              | Gi              | Ve              | Sa              | Do              | Lu              | Ma              | Me              | Gi              | Ve              |                 |                 |
| Luglio          | Sa              | Do              | Lu              | Ma              | Me              | Gi              | Ve              | Sa              | Do              | Lu              | Ma              | Me              | Gi              | Ve              | Sa              | Do              | Lu              | Ma              | Me              | Gi              | Ve              | Sa              | Do              | Lu              | Ma              | Me              | Gi              | Ve              | Sa              | Do              | Lu              |                 |
| Agosto          | Ma              | Me              | Gi              | Ve              | Sa              | Do              | Lu              | Ma              | Me              | Gi              | Ve              | Sa              | Do              | Lu              | Ma              | Me              | Gi              | Ve              | Sa              | Do              | Lu              | Ma              | Me              | Gi              | Ve              | Sa              | Do              | Lu              | Ma              | Me              | Gi              |                 |
| Settembre       | Ve              | Sa              | Do              | Lu              | Ma              | Me              | Gi              | Ve              | Sa              | Do              | Lu              | Ma              | Me              | Gi              | Ve              | Sa              | Do              | Lu              | Ma              | Me              | Gi              | Ve              | Sa              | Do              | Lu              | Ma              | Me              | Gi              | Ve              | Sa              |                 |                 |
| Ottobre         | Do              | Lu              | Ma              | Me              | Gi              | Ve              | Sa              | Do              | Lu              | Ma              | Me              | Gi              | Ve              | Sa              | Do              | Lu              | Ma              | Me              | Gi              | Ve              | Sa              | Do              | Lu              | Ma              | Me              | Gi              | Ve              | Sa              | Do              | Lu              | Ma              |                 |
| Novembre        | Me              | Gi              | Ve              | Sa              | Do              | Lu              | Ma              | Me              | Gi              | Ve              | Sa              | Do              | Lu              | Ma              | Me              | Gi              | Ve              | Sa              | Do              | Lu              | Ma              | Me              | Gi              | Ve              | Sa              | Do              | Lu              | Ma              | Me              | Gi              |                 |                 |
| Dicembre        | Ve              | Sa              | Do              | Lu              | Ma              | Me              | Gi              | Ve              | Sa              | Do              | Lu              | Ma              | Me              | Gi              | Ve              | Sa              | Do              | Lu              | Ma              | Me              | Gi              | Ve              | Sa              | Do              | Lu              | Ma              | Me              | Gi              | Ve              | Sa              | Do              |                 |